# O Livro de Eli
O Livro de Eli (em inglês:  The Book of Eli) é um filme norte-americano do gênero ação e ficção científica de 2010, dirigido pelos irmãos Albert e Allen Hughes e estrelado por Denzel Washington, Gary Oldman, Mila Kunis e Jennifer Beals.
O filme foi lançado nos cinemas em Janeiro de 2010. A empresa Alcon Entertainment financiou e co-produziu o filme com a participação da Silver Pictures, foi distribuído pela Sony Pictures nos EUA, e em outros países pela Summit Entertainment.

## Sinopse
Num futuro pós-apocalíptico onde a Terra foi devastada por uma guerra nuclear, Eli (Denzel Washington), um homem que vive perambulando há 30 anos em direção ao oeste, chega a um vilarejo cujo prefeito, um homem chamado Carnegie (Gary Oldman) procura incessantemente por um determinado livro que, segundo o próprio, trará a ele o poder para governar todas as outras cidades que existem, pois a obra que ele busca contém conhecimento para dominar as pessoas. Este livro é o livro que Eli tem em sua posse e que é o motivo que o faz viajar rumo ao Oeste, onde entregará o exemplar, que possivelmente seja o último.

## Elenco
- Denzel Washington .... Eli
- Gary Oldman .... Carnegie
- Mila Kunis .... Solara
- Ray Stevenson .... Redridge
- Jennifer Beals .... Claudia
- Evan Jones ....  Martz
- Joe Pingue .... Hoyt
- Frances de la Tour .... Martha
- Michael Gambon .... George
- Tom Waits .... Engenheiro
- Chris Browning .... Líder dos sequestradores
- Richard Cetrone .... Sequestrador
- Lateef Crowder .... Sequestrador
- Keith Davis .... Sequestrador
- Don Tai .... Sequestrador (como Don Theerathada)

## Produção
Em maio de 2007, a Columbia Pictures e a Warner Bros. assinaram com os irmãos Hughes para dirigir The Book of Eli, baseado no roteiro de Gary Whitta. O filme é o primeiro filme dos irmãos depois de Do Inferno em 2001. O roteiro foi reescrito por Anthony Peckham, e em setembro de 2008, o ator Denzel Washington foi incluído no filme como personagem principal.
Em outubro do mesmo ano, Gary Oldman foi escalado para o papel de Carnegie. As filmagens principais começaram em fevereiro de 2009 e foram realizadas no estado americano do Novo México. Alcon Entertainment financiou e co-produziu o filme com a paticipação da Silver Pictures.

## Coreografia da luta
As cenas complexas de luta utilizadas no filme foram coreografadas por Jeff Imada e contam com a participação da arte marcial filipina Kali. Denzel Washington foi treinado por meses com Dan Inosanto e Jeff Imada para o papel principal do filme.

## Lançamento
O filme foi lançado nos Estados Unidos em 15 de janeiro de 2010, no mesmo ano foi lançado no Brasil (dia 19 de março), e em Portugal (dia 11 de Março).
O DVD e o Blu-ray do filme foram lançados no mês de junho de 2010.